# Dendrophoma juglandina
Dendrophoma juglandina är en svampart som beskrevs av Schulzer & Sacc. 1884. Dendrophoma juglandina ingår i släktet Dendrophoma, ordningen kolkärnsvampar, klassen Sordariomycetes, divisionen sporsäcksvampar och riket svampar.   Inga underarter finns listade i Catalogue of Life.